# Final da Copa América de 2007
A Final da Copa América de 2007 foi a decisão da Copa América de 2007. Foi realizada no dia 15 de julho de 2007, em Maracaibo. Esta foi a sexta final do Brasil (vencendo três anteriores). Enquanto isso, foi a terceira final da Argentina (vencedora uma vez). Foi também a segunda final entre Brasil e Argentina. O Brasil havia vencido a final de 2004, em uma disputa por pênaltis contra a Argentina.
Carlos Amarilla foi escolhido para ser o árbitro novamente, como já havia acontecido na final de 2004. Em 2004, ele deu cartões amarelos para quatro jogadores (dois do Brasil e dois da Argentina). Em 2007, ele amarelou sete atletas (cinco do Brasil e dois da Argentina). No torneio, ele apitou mais dois jogos, Uruguai x Peru e Chile x México, ambos no primeiro turno.
O Brasil sagrou-se campeão após vencer o rival por 3 a 0, com gols de Júlio Baptista, Roberto Ayala (contra) e Daniel Alves, conquistando assim o seu oitavo título da competição.

## Detalhes da partida
| 15 de julho             | Brasil                                                  | 3 – 0     | Argentina | Estádio José Encarnación Romero, Maracaibo          |
| 18:00 (UTC−3) Histórico | Júlio Baptista 4' · Ayala 40' (g.c.) · Daniel Alves 69' | Relatório |           | Público: 40 000 Árbitro: PAR Carlos Amarilla (FIFA) |

| Brasil | Argentina |

| G          | 12 | Doni           | 51' |     |
| LD         | 2  | Maicon         |     |     |
| Z          | 3  | Alex           | 37' |     |
| Z          | 4  | Juan           |     |     |
| LE         | 6  | Gilberto       | 54' |     |
| V          | 5  | Mineiro        |     |     |
| V          | 17 | Josué          | 82' |     |
| M          | 7  | Elano          |     | 34' |
| M          | 19 | Júlio Baptista | 68' |     |
| A          | 11 | Robinho        |     | 90' |
| A          | 9  | Vágner Love    |     | 90' |
| Reservas:  |    |                |     |     |
| G          | 1  | Helton         |     |     |
| LD         | 13 | Daniel Alves   |     | 34' |
| M          | 10 | Diego          |     | 90' |
| Z          | 14 | Alex Silva     |     |     |
| Z          | 15 | Naldo          |     |     |
| LE         | 16 | Kléber         |     |     |
| V          | 18 | Fernando       |     | 90' |
| V          | 20 | Anderson       |     |     |
| A          | 21 | Afonso Alves   |     |     |
| Treinador: |    |                |     |     |
| Dunga      |    |                |     |     |

| G            | 1  | Abbondanzieri  |     |     |
| LD           | 8  | Zanetti        |     |     |
| Z            | 2  | Ayala          |     |     |
| Z            | 15 | Gabriel Milito |     |     |
| LE           | 6  | Heinze         |     |     |
| V            | 19 | Cambiasso      |     | 59' |
| V            | 14 | Mascherano     | 44' |     |
| M            | 10 | Riquelme       |     |     |
| M            | 20 | Verón          |     | 67' |
| A            | 18 | Messi          |     |     |
| A            | 11 | Tévez          | 75' |     |
| Reservas:    |    |                |     |     |
| G            | 12 | Carrizo        |     |     |
| M            | 13 | González       |     | 67' |
| ZA           | 3  | Díaz           |     |     |
| LD           | 4  | Ibarra         |     |     |
| V            | 5  | Gago           |     |     |
| M            | 16 | Aimar          |     | 59' |
| A            | 7  | Palacio        |     |     |
| A            | 9  | Crespo         |     |     |
| LD           | 17 | Burdisso       |     |     |
| A            | 21 | Diego Milito   |     |     |
| G            | 22 | Orión          |     |     |
| Treinador:   |    |                |     |     |
| Alfio Basile |    |                |     |     |

| Bandeirinhas: Walter Enrique Rial Luis Sánchez Quarto árbitro: Manuel Andarcia |

## Estatísticas
| Brasil | Critérios             | Argentina |
| ------ | --------------------- | --------- |
| 3      | Gols                  | 0         |
| 47%    | Posse de bola         | 53%       |
| 53 min | Tempo de bola em jogo | 53 min    |
| 16     | Desarmes              | 18        |
| 4      | Escanteios            | 9         |
| 38     | Faltas cometidas      | 22        |
| 3      | Finalizações certas   | 2         |
| 3      | Finalizações erradas  | 6         |
| 1      | Impedimentos          | 4         |
| 5      | Cartões amarelos      | 2         |
| 0      | Cartões vermelhos     | 0         |

## Premiação
| Copa América de 2007       |
| Brasil                     |
| -------------------------- |
| BRASIL Campeão (8º título) |